# المعقولة
المعقولة هي مدينة في شمال غرب تونس تبعد بضعة كيلومترات من جنوب باجة.
و هي تابعة لولاية باجة، بلغ عدد سكانها 7 690 نسمة في 2004.